# La spiaggia dei ragazzi perduti
La spiaggia dei ragazzi perduti (Chateh al aftal ad-daï'ne) è un film del 1991 diretto da Jillali Ferhati.

## Trama
Il padre scopre che sua figlia è incinta, allora per punirla la rinchiude in una casa abbandonata, durante questo periodo la ragazza uccide l’amante e lo seppellisce nella spiaggia.